# Matheus Costa (treinador de futebol)
Matheus Silva Ferreira da Costa (Curitiba, 14 de janeiro de 1987) é um treinador de futebol brasileiro. Atualmente está sem clube.

## Carreira
Nascido em Curitiba, jogou futsal no Paraná Clube, mas abandonou a carreira precocemente, com apenas 15 anos de idade. Cursou Educação física na Universidade Positivo e teve sua primeira oportunidade profissional nas categorias de base do Trieste Futebol Clube, clube amador da capital paranaense.
Posteriormente, trabalhou nas categorias de formação de Atlético Paranaense, Coritiba e Internacional, sendo convidado por Levir Culpi a integrar a comissão técnica do Fluminense no ano de 2016.
Em 7 de janeiro de 2017, foi nomeado auxiliar técnico de Wagner Lopes, no Paraná Clube, e foi mantido no cargo mesmo após a demissão de Lopes. Em julho, após a demissão do então treinador do Tricolor da Vila, Cristian de Souza, assumiu o comando do clube como interino em partida válida pela Série B, em que o time goleou o Brasil de Pelotas por 4 a 1. Após a chegada de Lisca, retornou à condição de auxiliar.
No dia 2 de setembro de 2017, Lisca foi demitido do comando técnico paranista após brigas com a diretoria e comissão técnica, sendo inclusive reportadas agressões físicas a Costa. Após o evento, assumiu o clube na condição de interino e no mesmo mês, foi efetivado no cargo. Ao final da temporada, obteve o acesso à Série A, competição que o tricolor não disputava havia dez anos.
A diretoria paranista, no entanto, optou por não renovar o contrato do técnico, buscando profissionais mais experientes no mercado. No dia 3 de março de 2018, assumiu o Joinville. Com problemas financeiros e maus resultados, se desligou do clube catarinense dois meses após a sua contratação. Em 13 de agosto, foi nomeado auxiliar técnico de Tcheco, no Coritiba.
Em 2019, também comandou o Coxa na qualidade de interino em duas oportunidades, ambas após a demissão Argel Fucks, dirigindo o alviverde na semifinal e na final da Taça Barcímio Sicupira Júnior. Em 3 de abril, retornou ao Paraná, em substituição a Dado Cavalcanti.
No dia 18 de fevereiro de 2020, assinou contrato com o Confiança O técnico foi dispensado meses depois, no dia 9 de setembro. Uma semana depois, Matheus Costa foi anunciado como novo treinador do Paysandu.
Ainda em 2020, no dia 21 de outubro, foi anunciado novo técnico do Operário-PR. Foi demitido no dia 29 de setembro de 2021.
Foi contratado pelo Floresta no dia 9 de agosto de 2023, chegando para comandar o clube até o final da Série C.

## Títulos
Confiança
- Campeonato Sergipano: 2020